# اسوالدو لوپز آرلانو
اسوالدو انریکه لوپز آرلانو (انگلیسی: Oswaldo Enrique López Arellano)؛ زادهٔ ۳۰ ژوئن ۱۹۲۱ – درگذشتهٔ ۱۶ مه ۲۰۱۰) سیاستمدار اهل هندوراس بود. او دو بار از ۳ اکتبر ۱۹۶۳ تا ۷ ژوئن ۱۹۷۱ و سپس از ۴ دسامبر ۱۹۷۲ تا ۲۲ آوریل ۱۹۷۵ رئیس‌جمهور هندوراس بود.
اسوالدو لوپز آرلانو در ۱۶ مه ۲۰۱۰، در سن ۸۸ سالگی بر اثر سرطان پروستات درگذشت.